# Stanislaw Biernatzki
Johannes August Stanislaw Biernatzki (* 28. Dezember 1830 in Friedrichstadt; † 19. September 1916 in Hamburg) war ein deutscher Kaufmann und Unternehmer.

## Leben
Stanislaw Biernatzki war ein Sohn des Theologen Johann Christoph Biernatzki und dessen Ehefrau Henriette, geborene de Vries. Sein Vater starb früh, was die Familie in eine prekäre Situation brachte. Die Hinterbliebenen erhielten nur eine kleine Pension und Hilfe aus der Kasse der Predigerwitwen. Dies reichte für den Unterhalt aller Familienmitglieder nicht aus. Biernatzkis beide älteren Schwestern zogen zu einer Tante nach Altona. Zwei jüngere Schwestern wuchsen in Adoptivfamilien auf. Biernatzki selbst lebte mit zwei weiteren Geschwistern im Haus der Mutter in Friedrichsberg.
Biernatzki besuchte eine Schule und ging zur Konfirmation. Sein Vormund und die Mutter baten ihn, eine weiterführende Schule zu besuchen und ein Theologiestudium anzustreben. Biernatzki absolvierte stattdessen eine Ausbildung bei dem Hamburger Manufaktur- und Bankwarengeschäft Krohn & Giebel. Gegen Ende der Schleswig-Holsteinischen Erhebung ging er im Juli 1849 freiwillig zur schleswig-holsteinischen Armee 1850. Er kämpfte bei der Schlacht bei Idstedt und blieb bis Kriegsende Soldat. Eine Rückkehr auf seine Lehrstelle war ihm danach nicht möglich, da sie anderweitig vergeben worden war. So lernte er noch zwei Jahre bei dem Hamburger Einzelhandelsunternehmen Wiesel. Anschließend arbeitete er als Handelsreisender für den Seidengroßhandel A. F. Marsson.
Anfang 1856 kündigte Biernatzki ohne jegliche finanzielle Rücklagen seine Stelle. Er arbeitete fortan als selbstständiger Handelsagent und lieh sich von privat Geld. Damit eröffnete er die Agentur Stanislaw Biernatzki & Co., die mit Mantelstoffen handelte. Für die Geschäftsgründung benötigte er das Hamburger Bürgerrecht. Dieses erhielt er nur, da der Hamburger Gerichtspräsident Berkhahn, der eine seiner Schwestern adoptiert hatte, eine Referenz ausstellte.
Erste erfolgreiche Geschäfte tätigte Biernatzki mit dem Verkauf sogenannter „Ledertücher“. Er kaufte die Waren in den USA ein, wodurch Kontakte entstanden, die über viele Jahre entscheidend für seine weiteren Geschäfte mit Partnern in den Vereinigten Staaten wurden. Biernatzki interessierte sich früh für neuartige Artikel und ging das Risiko ein, diese erstmals anzubieten. Die Risiken resultierten aus der Tatsache, dass er die importierten Produkte grundsätzlich bei Zustellung zu zahlen hatte. Biernatzki machte mit diesem Geschäftsmodell wechselhafte Erfahrungen: In den 1860er Jahren importierte er hölzerne Schuhnägel, die er erfolgreich weiterverkaufte. Darüber hinaus erwarb er „Schwedenhölzer“ genannte Sicherheitszündhölzer und scheiterte mit seinen Bemühungen, diese zu vertreiben. Die sehr einträgliche Vermarktung dieser Artikel gelang erst später einem anderen Handelsunternehmen.
Zur Zeit des Deutschen Krieges 1866 entwickelten sich Biernatzkis Verkäufe rückläufig; Kunden blieben mit Zahlungen in Verzug. Der Unternehmer bekam daher wirtschaftliche Probleme. Er gewann jedoch 26.000 Taler in der Lotterie und konnte damit die Notsituation überstehen. Anschließend erwirtschaftete er solide Gewinne mit mechanischen amerikanischen Produkten wie Petroleumlampen, Nähmaschinen und Kettenstichmaschinen von Willcox & Gibber.
Während des Sezessionskrieges profitierte Biernatzki von dem extrem gesunkenen Kurs des Dollars. Er importierte Nähmaschinen und stellte somit eine Beziehung zur Lamb Knitting Machine Company her. Diese Firma hatte 1866 die Strickmaschine entwickelt und vergab ihm die alleinigen Rechte für den Import dieser Anlagen in Europa. Die Geschäfte des Unternehmers mit den Maschinen gestalteten sich zunächst schwierig. Aufgrund technischer Optimierungen und Modifikationen konnte er sie später erfolgreich, anfangs im deutschen, später im europäischen Markt einführen.
Bis zum Ersten Weltkrieg galten die von Biernatzki vertriebenen Lambschen Strickmaschinen als Standard. Zahlreiche Nachahmerprodukte führten jedoch zu sinkenden Umsätze. Biernatzki eröffnete, anfangs in Schaffhausen, später in Chemnitz, die Chemnitzer Strickmaschinenfabrik. Er stellte dort eine optimierte Form der Lambschen Maschinen her und verfügte somit auch über eine eigene Produktion. Später eröffnete er eine weitere Produktionsstätte in Nottingham und ließ in Chemnitz zusätzlich Fräsmaschinen produzieren.
Während Biernatzki erfolgreich Maschinen herstellte, scheiterte er bei der Vermarktung des neu erfundenen Taxameters. Er hatte Konflikte mit dem Erfinder und Probleme mit den für die Kontrolle des Personenbeförderungswesens zuständigen Behörden. Er investierte große Summen, veräußerte das Patent jedoch wieder. Das Unternehmen Westendorp & Pieper nutzte es später für den weltweiten Vertrieb.
Ab den 1860er Jahren verkaufte Biernatzki erfolgreich Walzrasenmäher aus Amerika. Bis 1914 hielt er Wettbewerbern mit deutschen Nachbauten stand. Keinen Erfolg hatte er hingegen mit dem Vertrieb von Schuhpflockmaschinen, die der Verarbeitung von Sohlennägeln dienten. 1872 verlieh ihm das Polytechnische Institut auf der Moskauer Ausstellung eine Goldmedaille. Er erhielt diese Auszeichnung für die Markteinführung von Erfindungen in Europa.

## Wirken im Ehrenamt
In Hamburg, wo sein Unternehmen ihren Stammsitz hatte, wurde Biernatzki Honoratior. Er gehörte mehrere Jahre dem Rat der Stadt an. Sechs Jahre engagierte er sich als ehrenamtlicher Direktor des Zuchthauses, bis hierfür eine Planstelle entstand.

## Memoiren
1915 gab Biernatzki seine Memoiren „Aus dem Leben eines Kaufmanns“ heraus. Darin stellte er sich als stolzen, deutsch geprägten Unternehmer dar, dem es, aus einfachsten Verhältnissen stammend, gelungen war, ein respektierter hanseatischer Kaufmann zu werden. Die Art und Weise, wie er als Zuchthausdirektor agierte, zeigt, dass er Standesdünkeln egalitär begegnete. Aufgrund seiner eigenen Herkunft behandelte er die sozial schlecht gestellten Gefangenen offensichtlich einfühlsam und empathisch. Individuelle Probleme ging er hemdsärmlig-patriarchalisch an. Die Arbeit von Kirche, Staat und Bürokratie beurteilte er eher skeptisch.
Biernatzki stellte hohe Ansprüche an die Ehrbarkeit des Kaufmanns. Er tat dies nicht primär aufgrund der hanseatischen Tradition, sondern aufgrund der bürgerlichen Prinzipien von Anstand und Ehre. Er urteilte pragmatisch, dass bei Krediten Ehrlichkeit am längsten währe.

## Familie
Biernatzki heiratete am 20. September 1862 in Altona Dorothea Maria Louise, geborene Schmidt (* 22. Februar 1841 in Altona; † 21. Juni 1917 in Hamburg). Ihr Vater Alexander Schmidt war ein Hamburger Justizrat und verheiratet mit Louise Antoinette, geborene Köhler.
Das Ehepaar Biernatzki hatte fünf Töchter und sechs Söhne, von denen zwei kurz nach der Geburt verstarben. Die Tochter Elvira (* 27. Juli 1863 in Hamburg; † 1942) heiratete den Unternehmer Heinrich Kleyer, Gründer der Adlerwerke in Frankfurt am Main.
Schwester Auguste (1833–1923) war die Mutter des Fabrikanten Alfred Teves, der durch die Verwandtschaft mit Heinrich Kleyer zur Automobilindustrie („Ate“) kam.